# Horacio Fumero
Horacio Fumero (Cañada Rosquín, Santa Fe, Argentina, 1949) és un contrabaixista de jazz.
Fumero va estudiar al Conservatori Manuel de Falla de Buenos Aires i al Conservatoire Superieur de Musique de Ginebra, Suïssa. El 1973 va viatjar a Europa amb Gato Barbieri per participar en el Montreux Jazz Festival i realitzar diverses gires pels principals Festivals de Jazz d'Europa. Residint a Ginebra va continuar els seus estudis i va col·laborar amb diversos grups de jazz de Suïssa.
El 1980 es va establir a Barcelona. Des de 1981 va formar part del trio estable de Tete Montoliu amb el qual va treballar de forma ininterrompuda fins a la seva mort el 1997. Amb el trio, o com a freelance també, va treballar amb, entre d'altres, Freddie Hubbard, Johnny Griffin, Woody Shaw, Benny Golson, etc.
Ha actuat com a solista amb l'Orquestra de Cambra del Teatre Lliure de Barcelona, l'Orquestra Simfònica de Granada, l'Orquestra Nacional d'Espanya i l'Orquestra de Cambra Andrés Segòvia; també amb Lalo Schiffrin i l'OCB (Orquestra Simfònica de Barcelona).
En el camp del flamenc ha treballat amb artistes com Chano Dominguez, Martirio, Chicuelo, Mayte Martin i Ginesa Ortega, o fent duo amb el guitarrista Pedro Javier González. Amb Miguel Poveda va gravar el cd Coplas del querer, guardonat com a Millor Àlbum de Cançó Espanyola en els Premis de la Música 2010.
Ha treballat amb la majoria de solistes de jazz residents al nostre país: Ignasi Terraza, Jordi Rossy, Albert Bover, Manel Camp, Jordi Bonell, Raynald Colom, etc.
Des de 1999 ha estat cridat per la SGAE per actuar en les edicions del Concert Homenatge a Tete Montoliu.
Ha rebut diferents reconeixements com els premis a la seva trajectòria professional del Diari El Mundo (Madrid), La Bilbaina, Rojals (Múrcia) i MiraJazz (Miranda d'Ebre); Jazz entre amigos (TVE) 1989; Revista Enderroc (Barcelona) Millor artista Jazz 2006; Nominació Grammy amb Adrián Iaies, Associació de Músics de Jazz de Catalunya i el Jazzterrasman 2013 del Festival de Jazz de Terrassa.
Horacio Fumero viu a Barcelona, és professor de l'Escola Superior de Música de Catalunya (ESMUC) i del Conservatori Superior del Liceu.